# Infern - Cant Cinquè

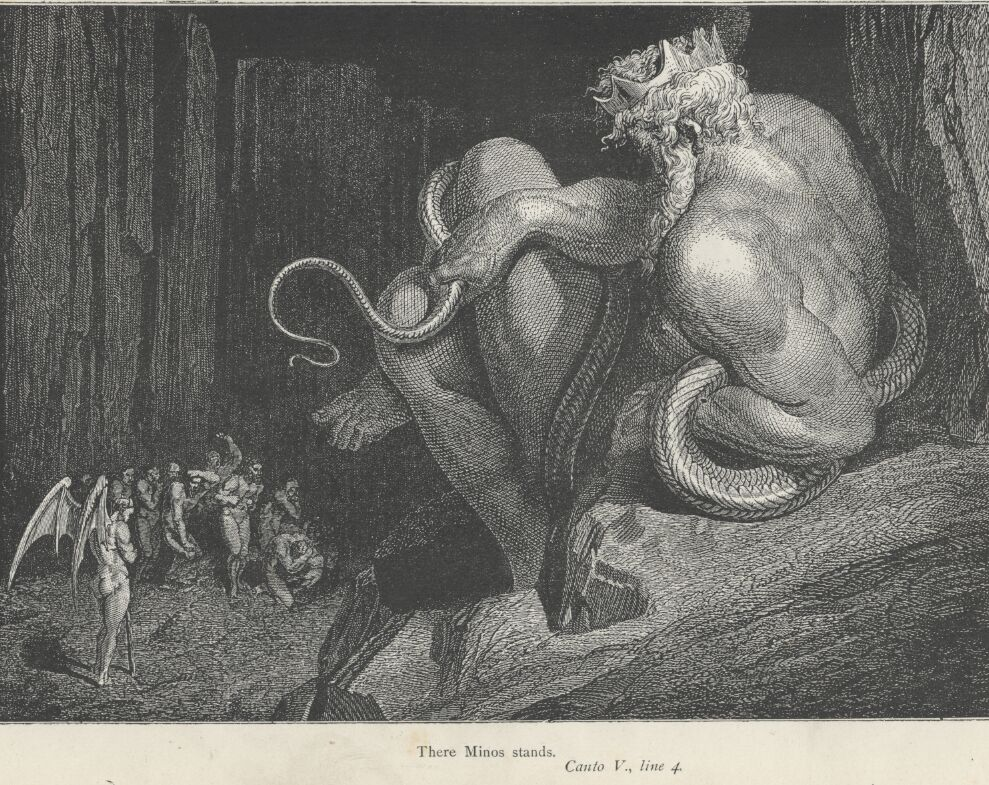
Minos segons Gustave Doré

El cant cinquè de l'infern de Dante Alighieri té lloc en el segon cercle, on són castigats els luxuriosos; estem en la nit entre el 8 i 9 de 1300 'abril (Dissabte Sant), o d'acord amb altres comentaristes entre el 25 i el 26 de març de 1300. En aquest cant es presenta el tribunal que decideix el càstig de les ànimes i el cercle al que estan destinades a purgar els seus pecats. El jutge infernal és Minos el llegendari rei de Creta, que amb la seva cua i després d'escoltar la confessió de cada ànima, indica el cercle assignat amb voltes de cua (vuit voltes, cercle vuité). Després de superar Minos gràcies a les paraules de Virgili, arribem al cercle dels pecadors carnals en el qual es conta amb molt detall la desgràcia dels dos cunyats Francesca i Paolo assassinats pel marit de Francesca, Gianciotto Malatesta. Davant la trista història Dante sent molta pietat dels dos condemnats i possiblement d'ell mateix; perd els sentits i acaba el cinquè cant.

## Anàlisi del cant
El cant es presenta unitari i compacte, en el desenvolupament complet del seu argument: de fet, descriu el segon cercle infernal, el dels luxuriosos, des del moment en què Dante i Virgili hi baixen fins a la seva sortida d'aquest cercle. La col·locació dels luxuriosos en el segon cercle, indica com per a Dante els pecats menys greus són els carnals, és a dir aquells que deriven del poder de l'instint o del desig: els luxuriosos, doncs, es troben en el primer cercle dels condemnats, el més extens i de penes menys terribles (al Purgatori es trobaran en el cercle més alt, el més pròxim al Paradís). Són pecadors que mereixen la pietat del visitant, i la darrera part del cant cinquè, és en realitat una mena de "triomf de l'amor", encara que sigui un amor fatal i condemnable.

### El segon cercle, Minos - versos 1-24
Dante i Virgili arriben al segon cercle, més estret, però molt més dolorós, tant és així que els condemnats són empesos a crits, com a bèsties igual que en el cant dels indecisos (III v. 22).
	Aquí està Minos "l'horrible" grunyint d'ira: ell és el jutge infernal (des d'Homer endavant), que jutja els condemnats que s'aturen davant seu, segons la confessió, identifica el compartiment de l'Infern que li correspon i li notifica "segons s'enrotlla"("secondo ch'avvinghia"): embolicant-se, és a dir, donant-se amb la cua un nombre de voltes igual al nombre ordinal del grau o cercle en el qual l'ànima s'ha de precipitar", per exemple: Cercle Octau: vuit voltes de la cua. (la descripció és ambigua, o bé la cua és llarga de tal manera que es retorci en tantes voltes com "cercles" de l'Infern o que sigui curta i llavors es plegui diverses vegades). Quan els condemnats s'aturen davant Minos de fet, confessen tots els seus pecats, impulsats per una força divina, i Minos decideix, com a gran coneixedor de tots els pecats.
	Minos, en veure a Dante, interromp el seu treball i tracta de fer-li desistir de prosseguir el seu camí, advertint-li de tenir cura del fet que sigui fàcil entrar en l'Infern, que desconfii de qui el porta i que no l'enganyi l'amplitud de la porta infernal (com si anés a dir que entrar és fàcil, però sortir-ne no). Virgili llavors pren immediatament la paraula i, com havia fet ja amb Caront, l'avisa de no obstaculitzar un viatge volgut pel Cel, usant les mateixes idèntiques paraules: "així ho volen a dalt, on es pot / allò que es vol, i no preguntes més".
Minos, tot i que és descrit pels trets grotescs d'un monstre, revela en les seves paraules una actitud règia i solemne i desapareix de l'escena sense cap mena de pista: se'l considera com un mer servidor de la voluntat divina.

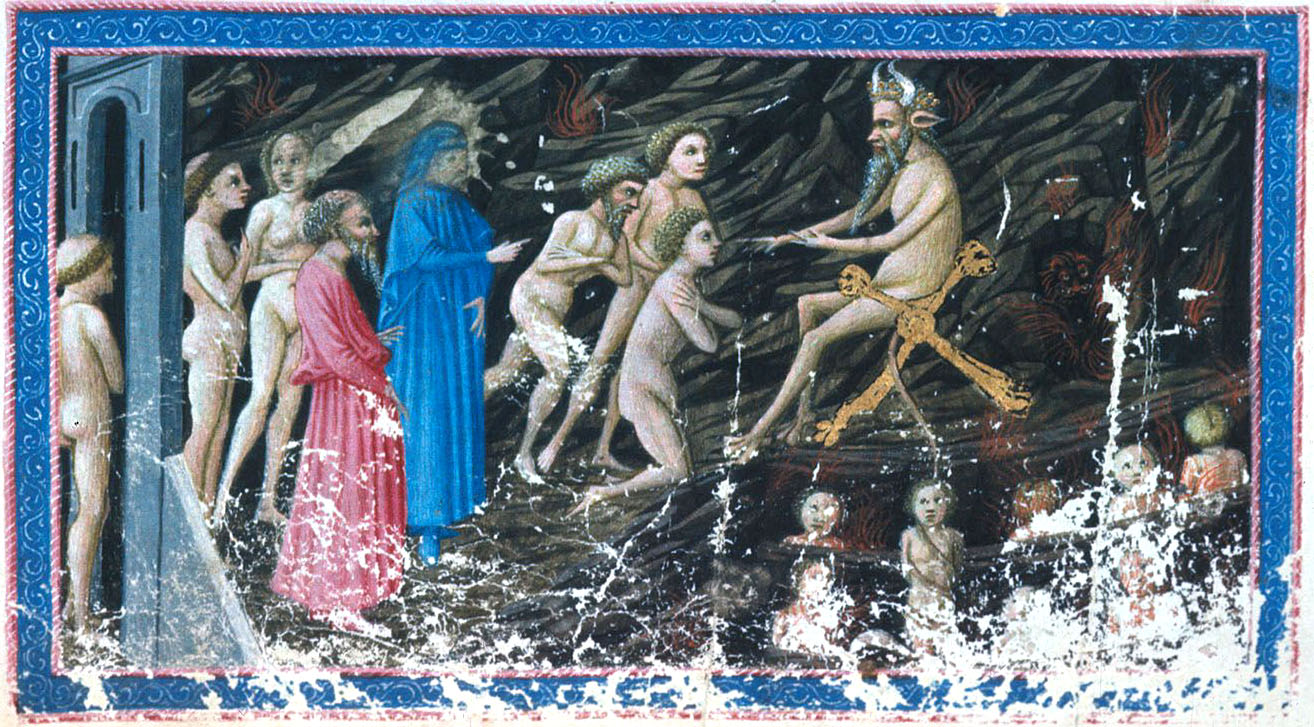
Minos vist per Priamo della Quercia

### Els luxuriosos - vv. 25-72

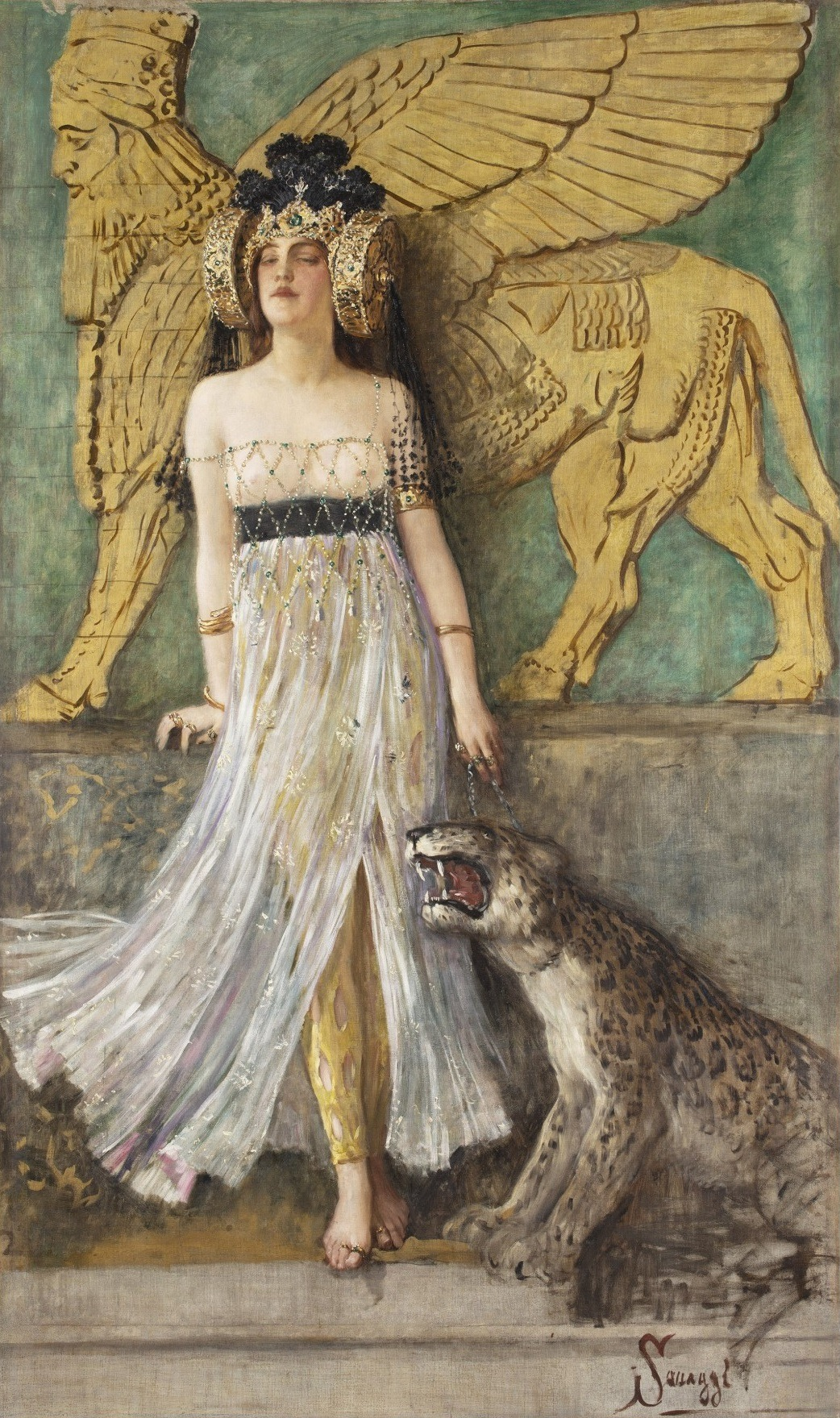
La reina Semíramis, personificació de la luxúria; obra simbolista de Cesare Saccaggi da Tortona en què el pecat de luxúria es simbolitza amb les mandíbules del felí ferotge domesticat per la reina.

Superat Minos, Dante es troba per primera vegada en contacte amb veritables condemnats castigats en el seu cercle:
"Ara sí que comencen a sentir-se
les notes doloroses; ja sóc dins
i m'arriba l'impacte d'un gran plor".
(vv. 25-27)

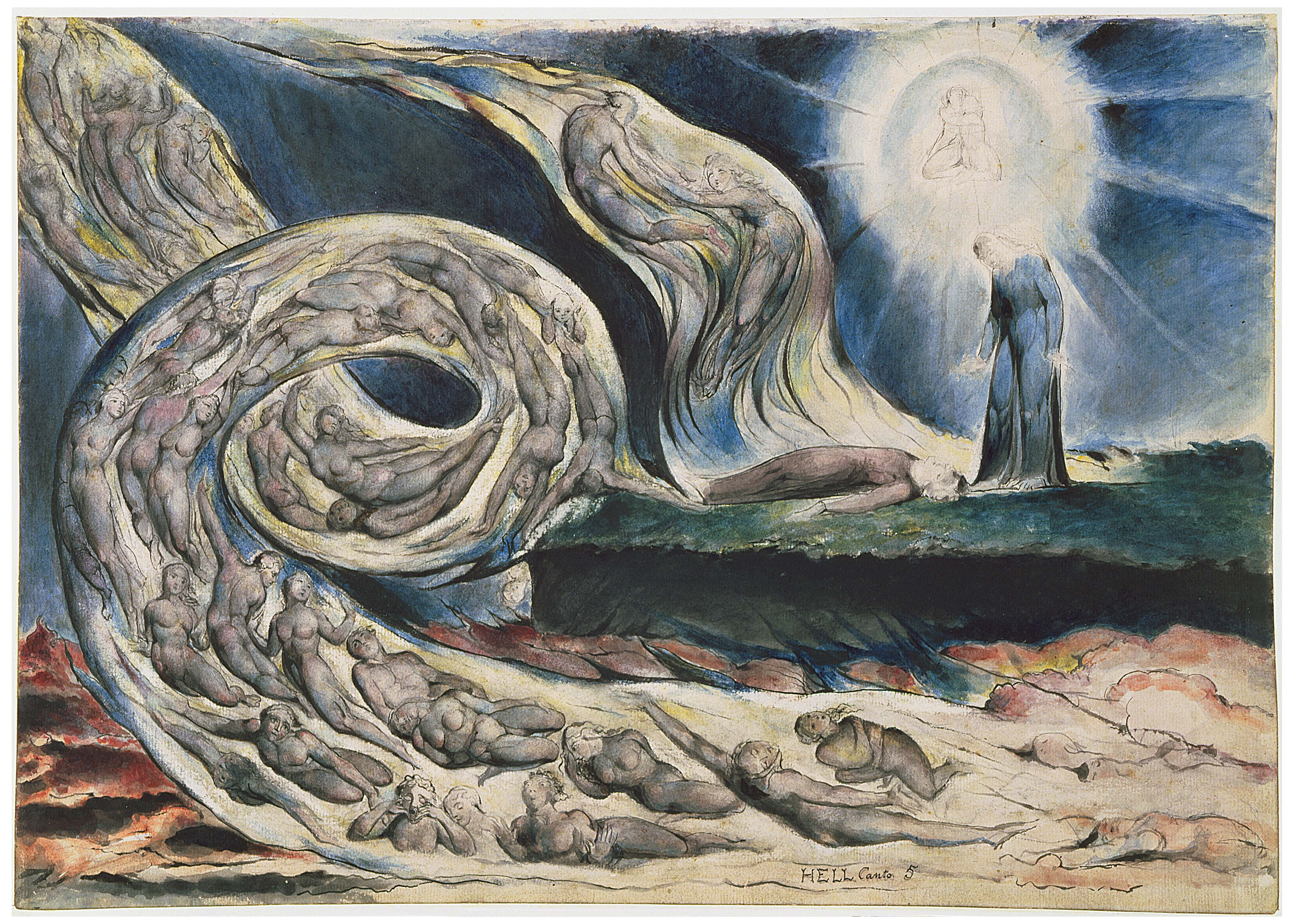
Els luxuriosos del segon cercle. William Blake

En aquest lloc fosc, on ressonen els planys, se sent bramar el vent com quan es desencadena una tempesta al mar, a causa dels vents contraris que es creuen; però aquesta tempesta infernal mai no s'atura i arrossega els esperits amb la seva violència, sobretot quan arriben davant la vora de l'abisme infernal, "la ruïna" .
Davant d'aquell precipici augmenten els crits, la queixa, el lament i les malediccions. Què és exactament aquesta "ruïna" no queda clar, és l'esquerda de la qual surt la tempesta o una d'aquelles esllavissades de terra produïdes pel terratrèmol després de la mort de Crist (Inf. XII, 32 i Inf. XXIII, 137), o potser el lloc per on els condemnats han de baixar per primer cop al cercle de l'Infern que els correspon després de la condemna de Minos.
Dante en aquest cas compren al moment qui són els condemnats que són castigats aquí: "els pecadors carnals, / els que sotmeten la raó al desig". És a dir, els luxuriosos que han fet prevaler l'instint sobre la raó (llei del contrapàs).
Aquí hi ha dues semblances relacionades amb el món dels ocells: dels esperits (que són arrossegats pel vent d'aquí cap allà, cap avall, cap amunt, i que esperarien almenys una atenuació de la pena), alguns d'aquests semblen els estols d'estornells desordenats, però compactes, quan, a l'arribada del fred, s'estan preparant per a la migració d'hivern; altres semblen les grues que volen en fila. Dante demana explicacions a Virgili.
Ell el satisfà i comença a enumerar les ànimes d'aquells que tenen la particularitat d'haver estat morts per l'amor:
1. Semíramis, Una dona tan depravada, que va fer una llei, que decretava la legalitat de qualsevol tipus de desenfrè (disbauxa referit a sexual); en resum, com diu el poema: "libito fé licito in sua legge" (va fer lícita la luxúria en la seva llei) i que així no fos ella bescantada pel seu comportament llibertí; També apareix com a esposa i successora de Nino, que va regnar a la terra que ara governa el Sultà, és a dir, Babilònia, encara que en l'època de Dante el sultà governava la Babilònia d'Egipte. No obstant en la història es recull que fou una guerrera i gran constructora de ciutats. Com acostuma a passar amb les grans mandatàries femenines els enemics, generalment homes, acostumen a atribuir-los grans excessos sexuals, reals o no.

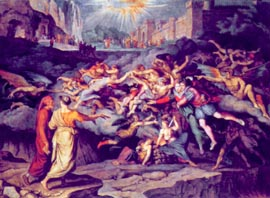
Dante i Virgili troben les ànimes de Francesca i Paolo. Joseph Anton Koch 1823

2. Dido, personatge virgilià, que el mestre té la delicadesa de no esmentar pel seu nom, sinó que l'assenyala com aquella que va trencar el seu jurament davant les cendres de Siqueu i es va matar per amor (a Enees).
3. Cleòpatra luxuriosa
4. Helena de Troia, per la qual es va originar tant de mal
5. Aquil·les, el gran Aquil·les, que va combatre per amor. En l'edat mitjana es contava que estava bojament enamorat de Políxena, filla de Príam, i per aquest amor es va deixar atrapar en una emboscada on el van matar a traïció (consulta metamorfosi d'Ovidi).
6. Paris
7. Tristany
Després d'haver sentit parlar d'aquestes ànimes, d'antigues reines i cavallers (en un sentit ampli, d'acord amb l'accepció medieval, com a personatges mítics i importants en general), Dante està al límit de la "pietat", i està a punt de perdre el coneixement ("em vaig sentir ple de pena, torbat").

### PaoloiFrancesca- vv 73-142
L'atenció de Dante és atreta per dues ànimes que s'estan movent en fila, però que, a diferència de les altres, estan agafades l'una a l'altra i semblen lleugeres en el vent, llavors, el pelegrí li demana a Virgili de poder parlar amb elles: aquest accepta i aconsella a Dante de demanar-los que s'aturin quan el vent els porti més a prop.

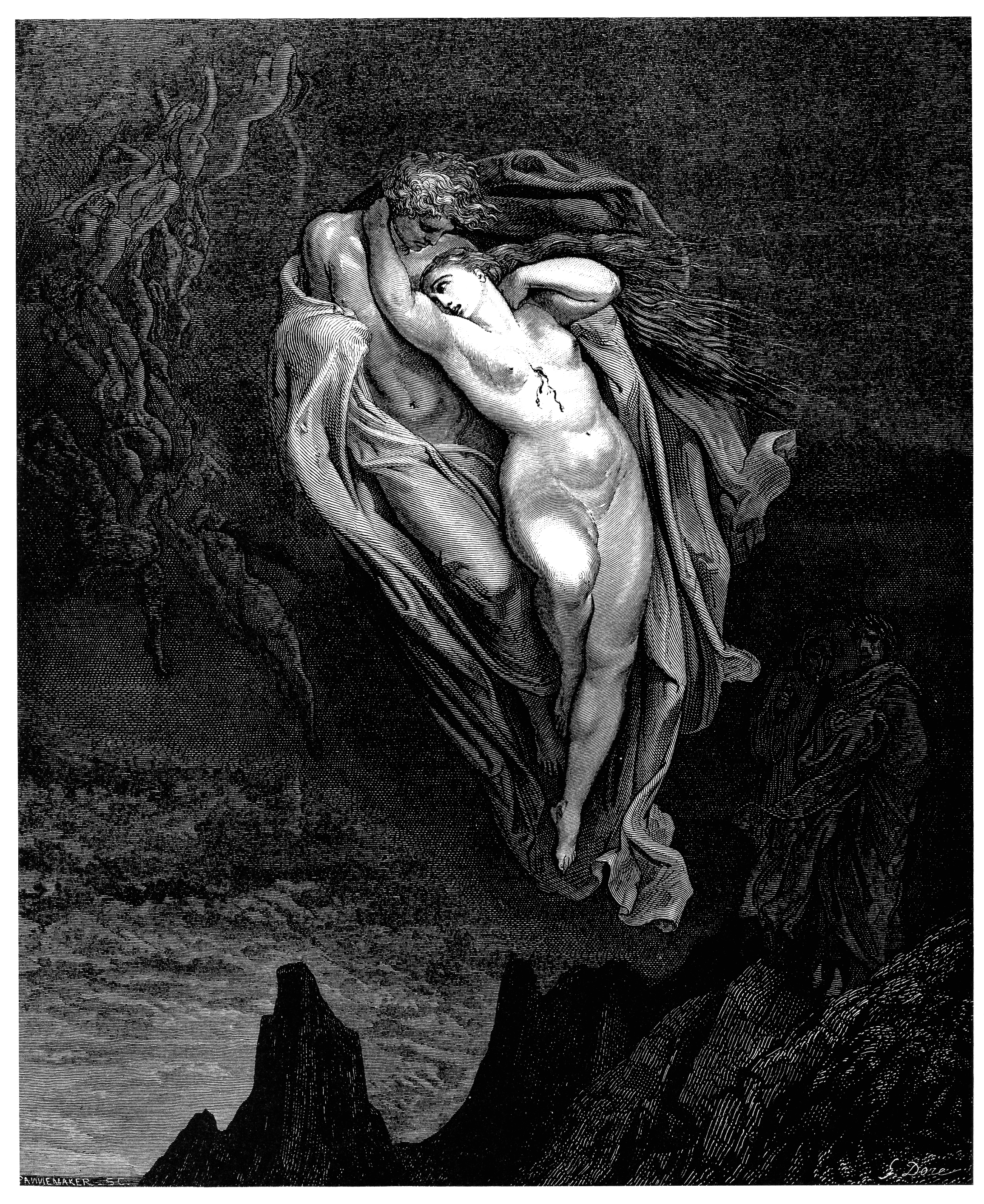
Les ànimes de Paolo i Francesca. Gustave Doré

Dante es gira cap a ells: "Ànimes turmentades, / veniu, parleu-nos,si ho teniu permès!" <<s'altri (és a dir, Déu) nol niega!>>. Llavors van sortir de les files dels morts per amor, com els coloms que s'envolen junts per anar al niu.
Les ànimes arriben on és Dante des del cel infernal, gràcies a la sol·licitud pietosa del Poeta. Parla la dona: (paràfrasi) "Oh persona amable i bona que visites en la foscor de l'Infern les ànimes dels que vam tenyir la terra de color vermell de sang, si Déu fos el nostre amic, pregaríem per tu i et recomanaríem a ell, perquè has tingut pietat de nosaltres, pecadors perversos. Digue'ns el que vols saber i nosaltres parlarem amb tu, fins que el vent ens permeti descansar. La ciutat on vaig néixer es troba on el Po troba la pau, desembocant al mar, amb els seus afluents (Ravenna).
L'amor que ràpidament arrela en els cors gentils va captivar aquest (Paolo) de la meva bona presència, que avui ja no tinc; la manera m'ofèn encara "(vers ambigu: Francesca probablement vol dir que encara es troba afectada per la manera com va caure en braços de Paolo: per culpa de la pròpia bellesa, perduda quan va perdre la vida, o potser indica que la fereix encara, la forma en què li va ser presa la seva bella persona, és a dir, el seu cos, en al·lusió a l'assassinat? Pel paral·lelisme amb la següent tercina en general es prefereix la primera interpretació): "L'amor, que obliga a més amor l'amat, / m'atragué cap a ell amb tanta força ...". Aquestes tres tercines són un cant a l'amor, paraula repetida al començament de cada primer vers.
Per tant, l'amor no allibera cap ésser estimat, d'estimar a canvi. Dante aquí es refereix explícitament a la teologia cristiana segons la qual tot l'amor que cadascú dona als altres, torna a un mateix, encara que no sigui al mateix temps o en la mateixa forma. Finalment Francesca representa una heroïna romàntica, i de fet, en ella tenim la contradicció entre l'ideal i la realitat: ella realitza del seu somni, però a canvi rep la pena màxima.
Aquestes van ser les paraules que van dir (tot i que només ha parlat Francesca). Dante va inclinar el rostre pensatiu, fins que Virgili l'estimula preguntant-li "Què penses?"
Dante no dona una resposta real, però sembla seguir els seus pensaments en veu alta: (paràfrasi), "quins bells pensaments d'amor, quant de desig mutu va portar a aquestes ànimes a la condemnació". Després, tornant-se cap a ells, "Francesca, els teus dolors em fan posar trist i sentir pietat de vosaltres, fins al punt de tenir ganes de plorar. Però digues-me, amb quins fets i com vau passar dels dolços sospirs a la passió de tants desitjos dubtosos?" 
Ella va respondre (paràfrasi): "No hi ha res pitjor per a mi que recordar-me dels temps feliços ara que estic en aquesta condició miserable, i això ho sap el teu mestre. Però si realment vols saber l'origen del nostre amor, t'ho contaré, entre llàgrimes ("com qui alhora parla i plora"). Un dia estàvem llegint com a passatemps sobre l'amor de Lancelot. Estàvem sols i no sospitàvem res.
Diverses vegades aquella lectura ens animà a mirar-nos i ens va fer empal·lidir per por d'haver d'enfrontar l'amor ... però va ser en un punt precís que va ser guanyada la nostra voluntat, quan llegirem del petó entre Lancelot i Ginebra, Paolo, que no se separarà mai de mi, em va besar la boca tremolant. Galeot fou el llibre i qui el va escriure; aquell dia no vam llegir més.
Mentre que un esperit deia això, l'altre plorava de manera tan lamentable, que em vaig sentir morir i vaig caure a terra com pot caure un cos mort".
Aquestes són les dues ànimes de Paolo Malatesta i de Francesca da Polenta que van ser arrossegades per la passió; Es van veure sorpresos per Gianciotto Malatesta, respectivament, germà de Paolo i espòs de Francesca i matats a traïció.
Francesca commoguda per la compassió mostrada per Dante li explica aquella passió tan forta que els ha unit tant en la vida com en la mort des del moment en què els dos es van adonar del seu amor mutu, i al llarg de la història Paolo sanglota. Dante finalment vençut per l'emoció perd els sentits i cau a terra.

## Punts notables

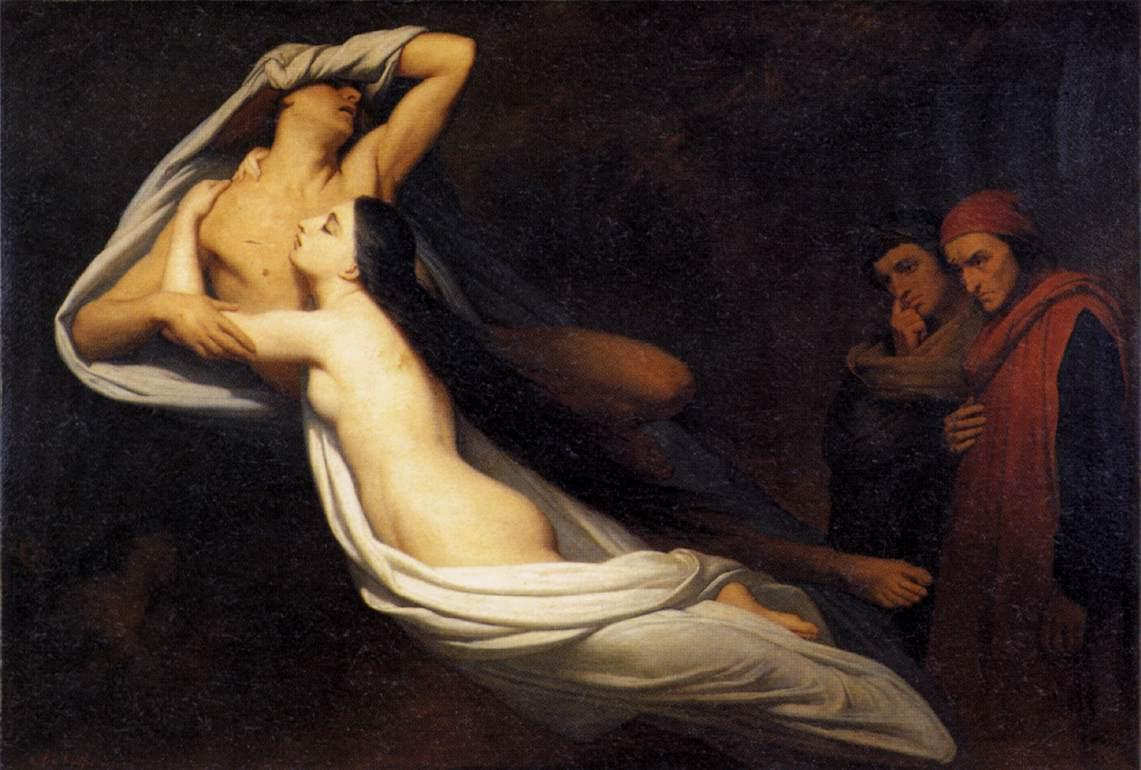
Dante i Virgili davant les ànimes de Paolo i Francesca. Ary Scheffer 1855

La trobada amb Paolo i Francesca és la primera de tot el poema en la qual Dante parla amb un condemnat de veritat (si fem exclusió dels poetes dels Llimbs). També per primera vegada es recorda un personatge contemporani (l'assassinat de Paolo i Francesca va tenir lloc entre 1283 i 1286), d'acord amb el principi que el mateix Dante apuntarà al cant XXVII del Paradís, intenta parlar d'ànimes preferentment amb fama reconeguda perquè era més convincent per al lector de l'època (fet sense precedents en la poesia compromesa i durant molt de temps sense èxit, com va ser capaç d'assenyalar Ugo Foscolo).
Paolo i Francesca estan en les files dels "morts per amor", i el seu apropar-se és descrit amb tres similituds que recorden el vol de les aus, presa en part de l'Eneida.
Tot l'episodi té com a fil conductor la pietat: la compassió afectuosa percebuda pels dos condemnats quan se'ls crida (tant com per fer expressar a Francesca un desig paradoxal de pregar per ell, dit per una ànima que està a l'infern), o la pietat que es transparenta en la meditació de Dante després de la primera confessió de Francesca, quan roman en silenci, finalment el punt final quan el poeta cau desmaiat (di pietade / io venni men così com'io morisse) " i del dolor tan fort / jo em desmaiava i em sentia morir".
Per això Dante és molt indulgent en la representació dels dos amants: no es descriuen amb la gravetat intransigent o desdenyosa (per exemple com es descriu fredament poc abans Semiramis), no sols això sinó que el poeta posa algunes excuses al seu pecat, ni que sigui sols en el pla humà (no dubta, per exemple, de la gravetat del pecat, sent fermes les seves conviccions religioses). El dictamen de Déu no sempre coincideix amb el sentiment de Dante. Francesca i Paolo només són luxuriosos. No tenen altre pecat, però amb un n'hi ha prou per condemnar-los.
Si Dante hagués coincidit sempre amb el Déu que imagina, es veuria que és un Déu fals, simplement una rèplica de Dante: En canvi, Dante ha d'acceptar aquest Déu. Ha d'acceptar el mal del món al mateix temps que ha d'adorar aquest Déu que no entén.

Francesca apareix com una criatura gentil entesa com de formes corteses és a dir de cort. Francesca, en les seves paraules, expressa la teoria de l'amor cortès. Aquests versos -no és un descobriment - enuncien i exemplifiquen alguns dels preceptes codificats a finals del segle xii en un manual de doctrina eròtica en llengua llatina d'un tal Andrea, capellà del rei de França bastant versat també en els estudis teològics. El manual, va ser probablement el llibre més llegit, debatut, explicat, i aplicat en el "bel mondo" cristià del Doscents, on va desenvolupar una jurisprudència real i pròpia sobre l'amor cortés. 

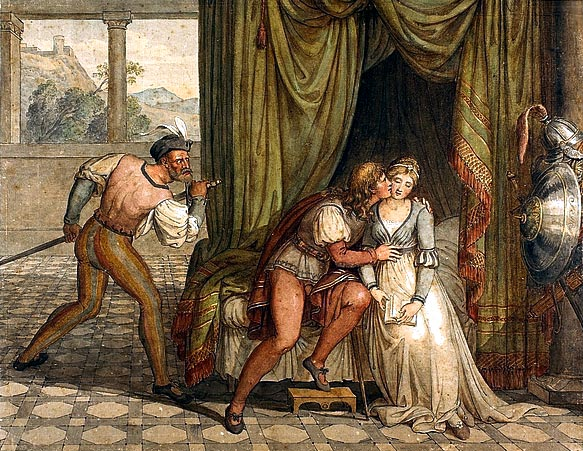
Paolo i Francesca sorpresos per Gianciotto. Joseph Anton Koch, 1804-1805

## Lectures a la xarxa
- Vittorio Gassman: https://www.youtube.com/watch?v=Q5er_13VDtw
- Roberto Benigni: https://www.youtube.com/watch?v=FfvQS0B5lYo
- Carlo D'Angelo: https://www.youtube.com/watch?v=5qt7mt46dhk
- Vittorio Sermonti: https://www.youtube.com/watch?v=yfDpjUsDxL0&nohtml5=False